# Dabravine
Dabravine su naseljeno mjesto u općini Vareš, Federacija Bosne i Hercegovine, BiH.
Nalaze se između Visokog i Vareša na nadmorskoj visini od oko 820 m, na mjestu ušća Žalje i Stavnje, desne pritoke Bosne. 

## Stanovništvo

### 1991.
Nacionalni sastav stanovništva 1991. godine, bio je sljedeći:
ukupno: 434
- Muslimani - 229
- Srbi - 169
- Hrvati - 9
- Jugoslaveni - 18
- ostali, neopredijeljeni i nepoznato - 9

### 2013.
Nacionalni sastav stanovništva 2013. godine, bio je sljedeći:
ukupno: 326
- Bošnjaci - 318
- Hrvati - 2
- Srbi - 1
- ostali, neopredijeljeni i nepoznato - 5

## Povijest i znamenitosti
Dabravine su naseljene još u brončano doba. U Dabravinama su starorimske ruševine starokršćanske bazilike iz kasne antike, čija gradnja je u 5. ili 6. stoljeću. Dabravinska bazilika imala je bogato ukrašenu kamenu oltarnu pregradu. Nalaze se na najvišem dijelu brda Gradina. Arheološko područje Dabravine s ostacima iz brončanog doba i kasne antike je nacionalni spomenik Bosne i Hercegovine. Pokretno naslijeđe s ovih lokacija smješteno je u Zemaljskom muzeju Bosne i Hercegovine u Sarajevu i Zavičajnom muzeju u Visokom.